# Ceratina aeneiceps
Ceratina aeneiceps är en biart som beskrevs av Heinrich Friese 1917. Ceratina aeneiceps ingår i släktet märgbin, och familjen långtungebin. Inga underarter finns listade i Catalogue of Life.